# Raynaud de Maubernard
Raynaud de Maubernard ou Renaud de Maubernard, mort le 21 juillet 1361, est un évêque français du XIVe siècle.

## Biographie
Raynaud est trésorier d'Innocent VI, qui le fait évêque de Palencia en Espagne et évêque de Lisbonne en Portugal. Il est transféré de ce dernier siège à Autun en 1358.